# Gylen Castle
Gylen Castle er ruinen af en borg eller beboelsestårn, der ligger på sydenden af øen Kerrera i Argyll and Bute, Skotland, på et næs med udsigt over Firth of Lorne.
Det blev opført i 1582 af Clan MacDougall, men var kun beboet i relativt kort tid. Borgen blev belejret og nedbrændt af Covenanter under General Leslie i 1647 under krigen i de tre kongeriger.
Det har været et scheduled monument siden 1931.
I maj 2006 blev en større istandsættelse af borgen færdiggjort med en donation på £300.000 fra Historic Scotland og £200.000 indsamlet af medlemmer fra Clan MacDougall i hele verden.